# Duoplay-Vertonung
Bei der Duoplay-Vertonung von Super8-Schmalfilmen werden beide Tonspuren (die Haupttonspur und die Ausgleichstonspur) getrennt bespielt. Auf die Haupttonspur spielt man beispielsweise Musik oder den Originalton, den man z. B. mit einem externen Tonbandgerät aufgenommen hat, auf.
Auf die Ausgleichsspur kommt im zweiten Durchlauf ein gesprochener Kommentar. Unterstützt nun der Super8-Filmprojektor die Duoplaytechnik, dann kann man den per Knopfdruck bestimmen, dass beim Abspielen des Filmes die Lautstärke der einen Spur immer dann etwas verringert wird, wenn auf der anderen Spur etwas zu hören ist. Sinn dessen ist, dass z. B. die Musik in einer Szene, in der kein Kommentar gesprochen wird, mit vollem Pegel abgespielt wird und exakt und automatisch immer „leiser gedreht“ wird, wenn der Sprecher, der den Film kommentiert, etwas von sich hören lässt.
Der Begriff „Duoplay“ wurde in den 1980er Jahren geboren und ist mit den Projektoren des Herstellers „BAUER“ verbunden.
Das Grundprinzip dieser Technik findet sich auch in anderen Bereichen; In der DJ- und PublicAdress(PA)- Welt findet es sich auf Mischpulten in Form des „Talk-Over“ Schalters, in der Profi-Tontechnik in Worten wie „VoiceOverCompression“ und „VoiceOverDucking“.